# Académie de commandement de la Bundeswehr
L'Académie de commandement de la Bundeswehr (Führungsakademie der Bundeswehr) est une école militaire de la Bundeswehr située à Hambourg.

## Historique

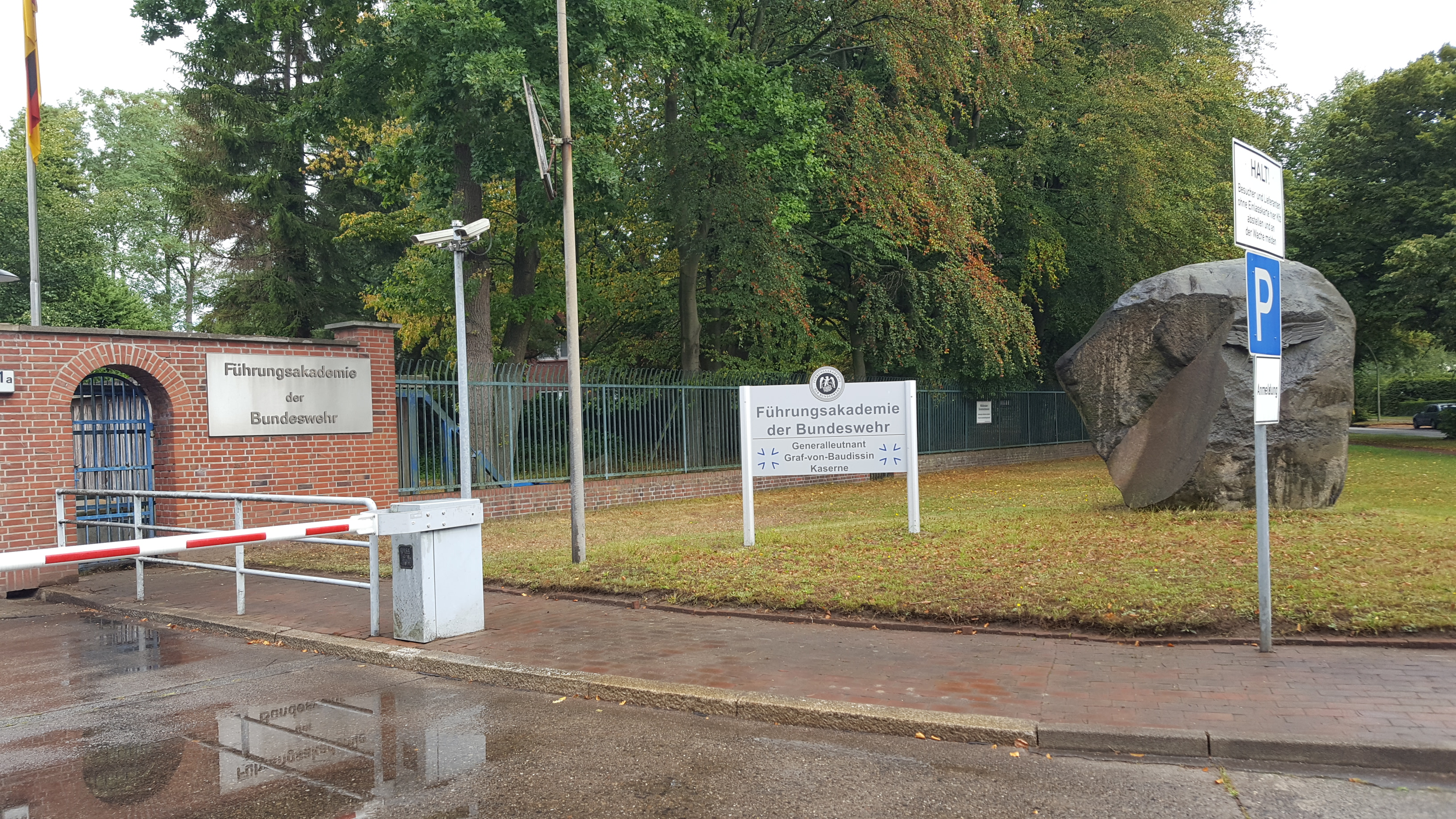
Entrée de l'académie en 2019.

Fondée le 15 mai 1957 lors de la formation de Bundeswehr en l'Allemagne de l'Ouest, elle forme les officiers d'état-major. Elle dépend du Ministère fédéral de la Défense allemand.
Elle remplace l’Académie de guerre de Prusse fermée en 1945.

## Étudiants notables
- Anastasia Biefang (1974-), officière d'état-major de l'armée de l'air allemande avec le grade de lieutenant-colonel.